# Haliarte
Haliarte (en grec ancien : Ἁλίαρτος) est une ville de Béotie, près du lac Copaïs, sur le site de la moderne Alíartos.
Homère, dans le Catalogue des vaisseaux de l’Iliade, la dit « herbeuse ». Le philosophe Dicéarque parle, dans sa correspondance avec son condisciple Théophraste de la stupidité des habitants de cette ville.

## Histoire
- La bataille d’Haliarte : en -395,  Argos, Athènes, Corinthe,  Thèbes et la confédération béotienne luttent contre l’hégémonie spartiate. Au début de l’année, la faction thébaine d’Isménias, hostile à Sparte, s’arrange pour envenimer les habituelles querelles frontalières entre Locriens et Phocidiens. Les Locriens font appel aux Thébains qui envahissent la Phocide. Les Phocidiens font alors appel aux Spartiates. Thèbes demande l’alliance d’Athènes, qui décide à l’unanimité de lui porter secours. Lysandre, qui attaque la Béotie par le nord-ouest à la tête des Phocidiens est vaincu et tué à Haliarte, avant d’avoir fait sa jonction avec les forces péloponnésiennes du roi Pausanias Ier. Pausanias, arrivé après la bataille, conclut une trêve pour retirer les morts et accepte de rentrer dans le Péloponnèse. À son retour, il est accusé de trahison, destitué et condamné à mort par contumace. Les alliés établissent un conseil commun qui siège à Corinthe, et obtiennent de nombreux ralliements (Eubée, Leucade, Acarnanie, Chalcidique). Le spartiate Lysandre, envoyé en Béotie, l’envahit et est tué pendant le siège de la cité d’Haliarte en 395 av. J.-C., sans doute à cause de la mauvaise volonté d’Agésilas.
- Alliée au roi de Macédoine Persée, adversaire des Romains, la Confédération béotienne est dissoute sous leur influence de ces derniers en -171, les différentes cités s’étant déchirées entre partisans des Romains et partisans des Macédoniens. Les cités favorables à la Macédoine, Coronée, Haliarte et Thisbé, sont durement traitées après la victoire romaine. Après la victoire des Romains lors de la troisième guerre macédonienne en -168, Athènes récupère ses anciennes possessions de Lemnos, Imbros et Scyros, Haliarte, ainsi que le port de Délos dont les habitants sont expulsés et remplacés par des colons athéniens.